# Természetrajzi Múzeum (Marosvásárhely)
A marosvásárhelyi Természetrajzi Múzeum 1957-ben nyílt meg a Baross Gábor (ma str. Horea) utca 24. szám alatti épületben, mely eredetileg a Székelyföldi Iparmúzeum számára épült az 1890-es években. A Székelyföldi Iparmúzeum közel fél évszázadig állt fenn, a második világháború alatt gyűjteményének nagy része elpusztult, az épületet pedig államosították és bentlakásként használták, majd később természettudományi múzeumként rendezték be. A viszonylag kisméretű épület tíz kiállítótermet foglal magában.

## Története

### A Székelyföldi Iparmúzeum
A céhrendszert megszüntető, szabad ipargyakorlást engedélyező 1872-es törvény kihirdetése után Marosvásárhelyen is számos ipariskolát, tanműhelyt létesítettek. 1874-ben megalakult a Székely Művelődési és Közgazdasági Egylet, amely a vidék gazdasági és földrajzi elszigeteltségének felszámolását tűzte ki céljául, és amely már 1883-ban egy iparművészeti múzeum létrehozását szorgalmazta, hogy munkaeszközöket és mintadarabokat mutassanak be a székely vármegyék iparának fejlesztése céljából. A szervezési munkálatok 1885-ben kezdődtek, és 1886 nyarán már kiállítást nyitottak a Kossuth utcai nyári színkör épületében. 1890-ben kezdték meg egy saját épület építését a Baross Gábor utcában (korábban Hajós köz, ma strada Horea), a tűzoltó-gyakorlótér által átadott telken, és 1893-ra készült el; megnyitóünnepségét július 1–2-án tartották. Tervezője Kiss István, építője Soós Pál volt, a munkálatokat pedig főként közadakozásból finanszírozták. Baross Gábor és Wekerle Sándor hat-hatezer forintot adományoztak.
A földszinti kiállítótermek különböző műipari csoportokat mutattak be (agyag-, fa-, fém-, szövőipar stb), az emeleti csarnokot pedig előadásokra, összejövetelekre használták. A múzeumnak az első években igen sok látogatója volt, a felügyelő bizottság javaslatára pedig a 20. század elején államosították, mivel egy korszerű gyűjtemény fenntartása csak állami kezeléssel volt megvalósítható. A múzeum tanfolyamokat szervezett, vidéki városokban rendezett kiállításokat, azonban az 1910-es évektől pénzhiánnyal küszködött és látogatottsága is csökkent. A román hatalomátvétel után elhanyagolták, gyűjteménye nem bővült. A második világháború végén a gyűjtemény elpusztult, szétszóródott; a néhány megmentett darab a Néprajzi Múzeumba és a kolozsvári Történelmi Múzeumba került.

### A Természetrajzi Múzeum
A háború után a megüresedett épületbe a közeli 2-es számú (később 4-es) iskola bentlakása, majd az Ipari Líceum bentlakása költözött, és csak 1957-ben költözött ide és nyílt meg a Természetrajzi Múzeum. Kezdetei 1952-re nyúlnak vissza, amikor Kónya István személyében a múzeum biológust alkalmazott. 1965-ben preparátorműhely létesült, ahol az alapkiállításban szereplő darabok készültek. Az alapkiállítás megnyitása Sárkány-Kiss Endre nevéhez köthető.
A 21. század elején a múzeum körülbelül hatvanezer kiállítási darabot birtokolt. 2008-ban Soós Zoltán igazgató az intézmény korszerűsítését javasolta. Első lépésben raktárat és irodahelyiségeket építettek, majd 2017-ben támogatást szereztek a teljes felújításra. A munkálatok 2019 és 2023 között folytak, a felújított épületet és átrendezett kiállítótermeket pedig december 14-én nyitották meg. Az új kiállítási darabok között van egy ötvenezer éves, Közép-Európában egyedinek számító gyapjas orrszarvú-csontváz is. A kilenc állandó kiállításnak és egy időszakos kiállításnak otthont adó termeken kívül egy múzeumpedagógiai helyiséget is létesítettek, az épület kertjében pedig melegházat alakítottak ki.

## Leírása
Szabadon álló, neoklasszikus stílusú, szimmetrikus homlokzatú épület, amely eredeti formájában maradt fenn a 19. századból. Alaprajza T alakú, a kétszintes, háromtengelyes középső tömböt földszintes szárnyak fogják közre. A középső tömb földszintje rusztikázott felületű, a főbejáratot pedig félköríves ablakok fogják közre. Az emelet három, félköríves ablakát korinthoszi fejezetes pilaszterek határolják, a fríz pedig füzérdíszítést hordoz. A háromszöges timpanont díszítő, Róna József által tervezett szoborcsoport Kiss István szerint a székelyek megtelepedését és államalapítását ábrázolja, középpontjában Attila hun király figurájával. Az Attila két oldalán elhelyezkedő nőalakok Magyarországot és Erdélyt jelképezik, a kompozíció szélein fekvő, szerszámot fogó fiúk pedig az ipar fejlesztésének szükségére utalnak. A földszintes szárnyak fülkéiben a varrást és a szövést jelképező nőalakok szobrai láthatók.
Az épületet országos jelentőségű műemlékként tartják nyilván MS-II-m-A-15510 kód alatt.

## Képek

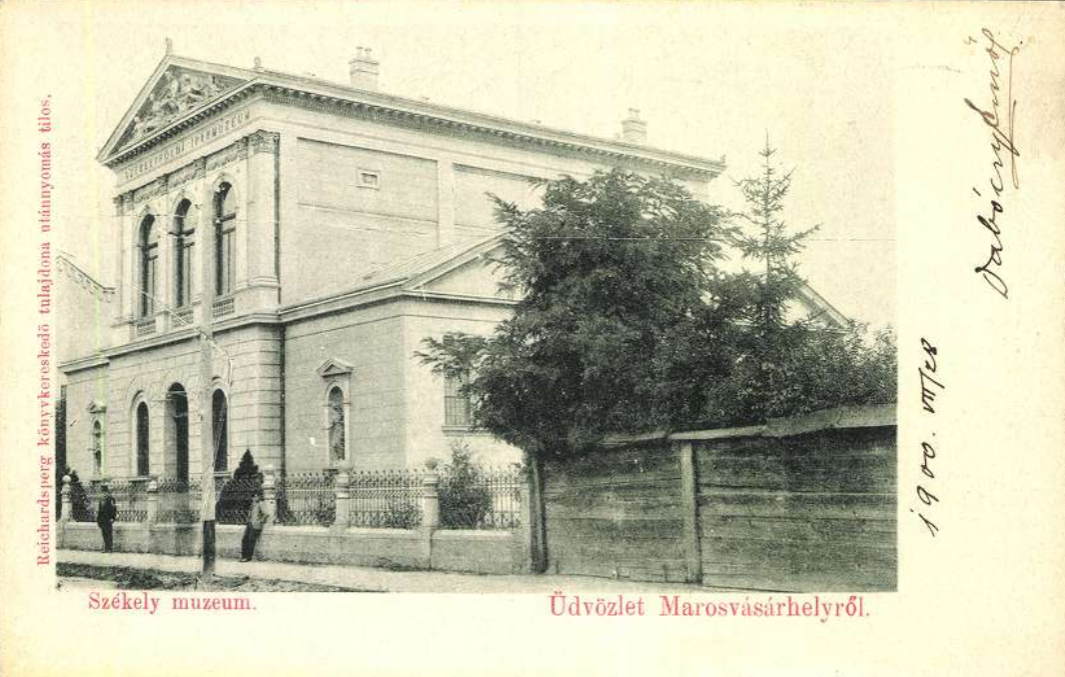
Az épület 1900 körül
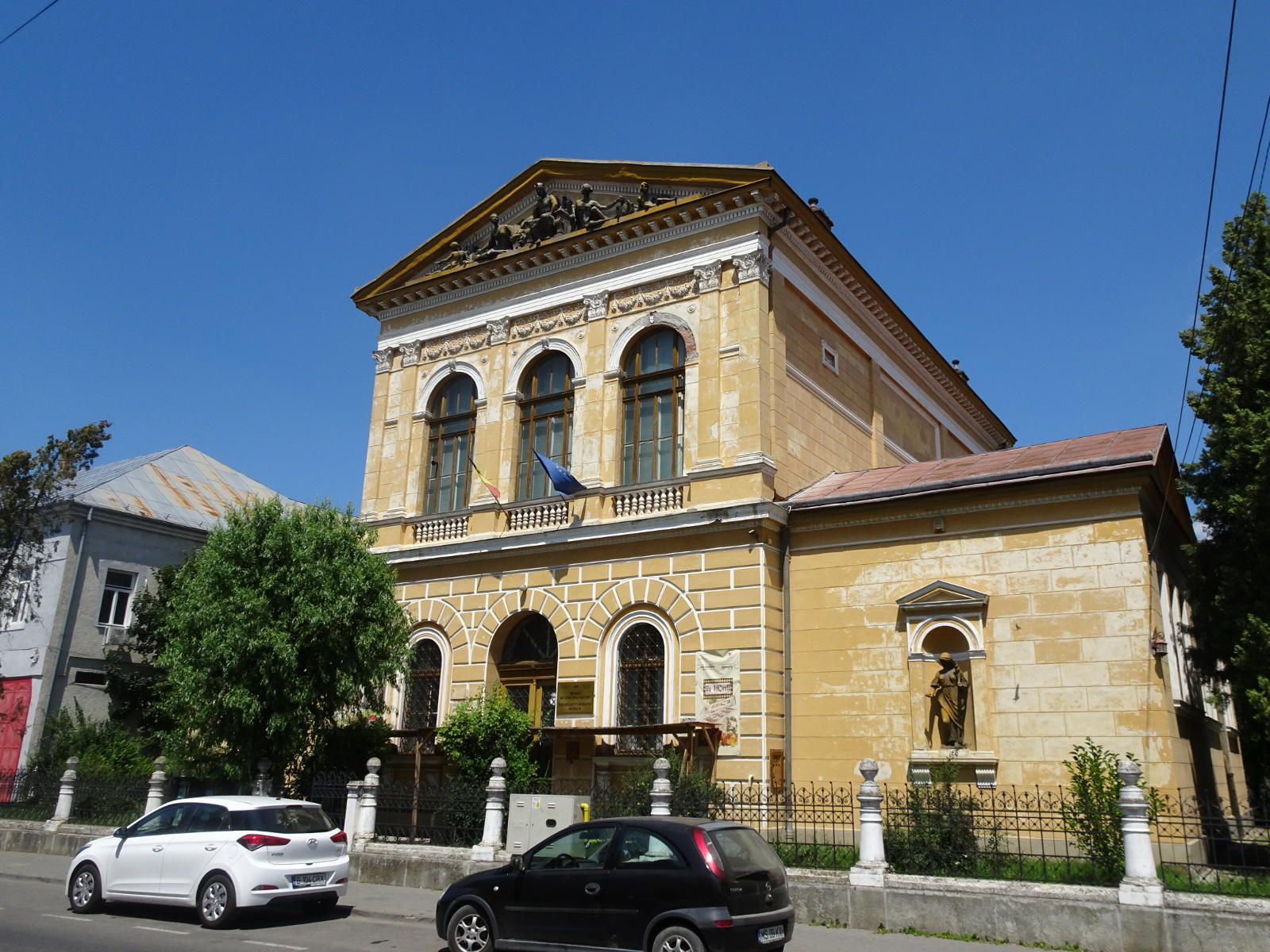
A 2010-es években, a felújítás előtt
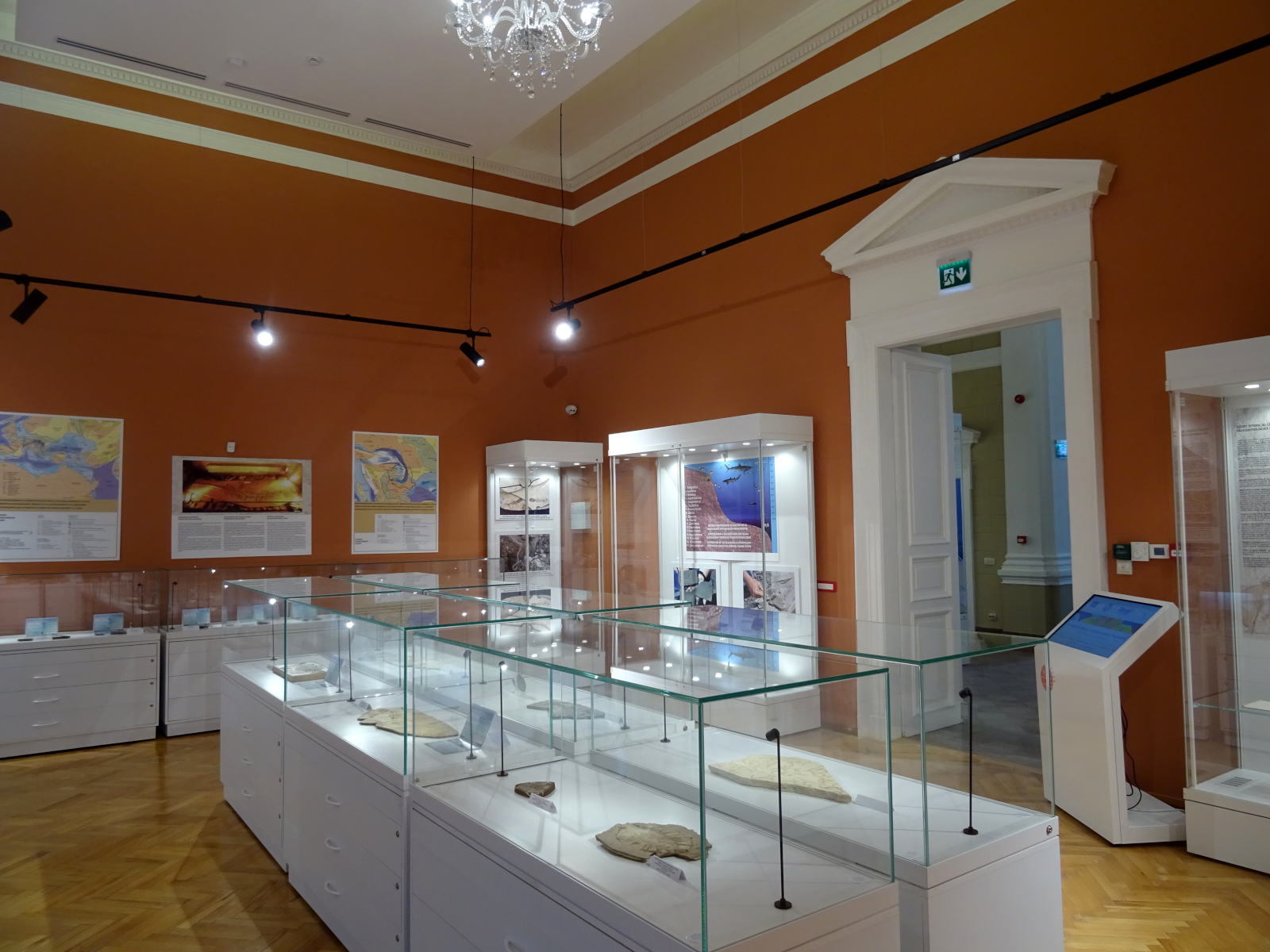
Beltér, tárlók
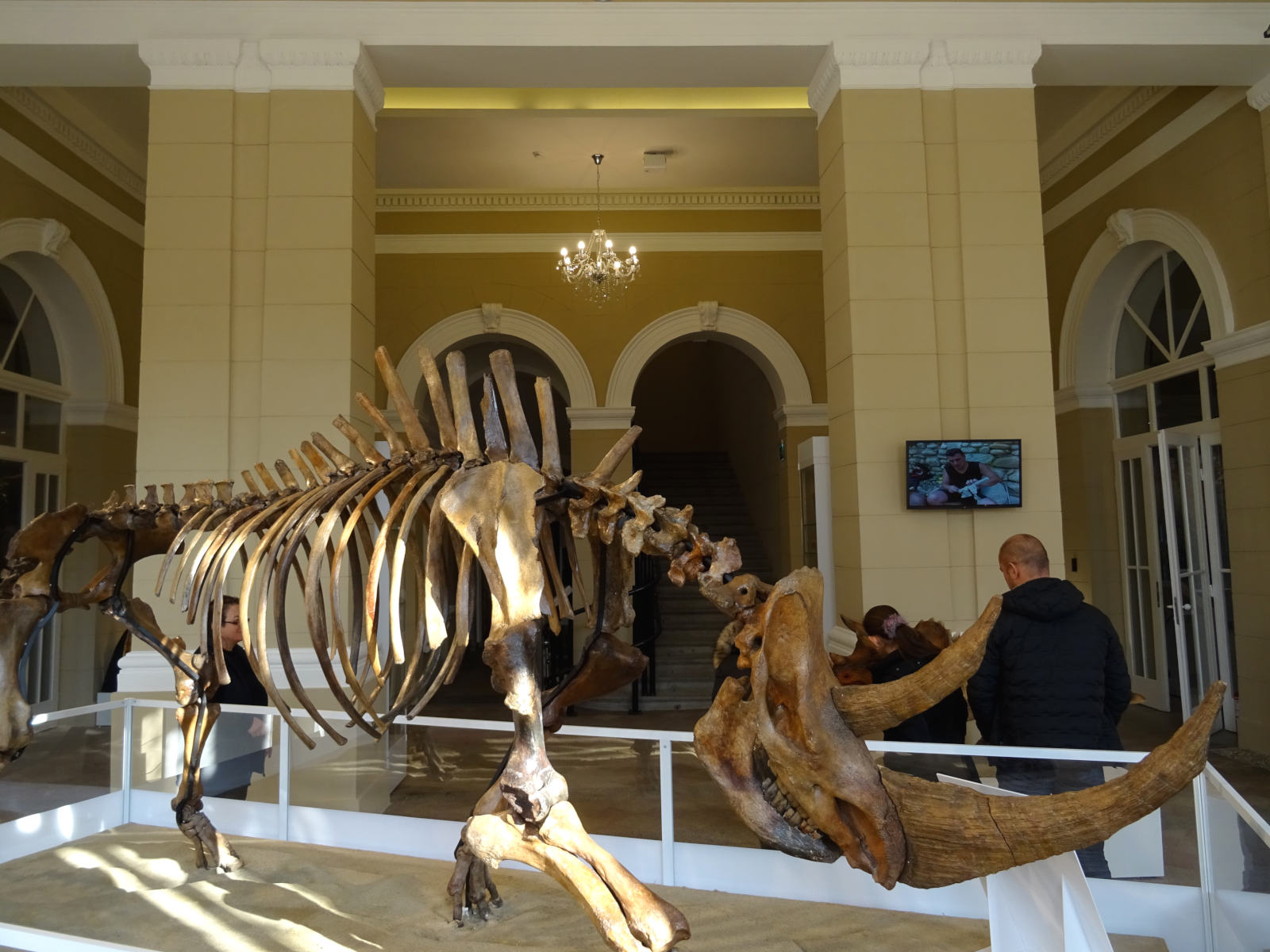
Beltér, gyapjas orrszarvú csontváza
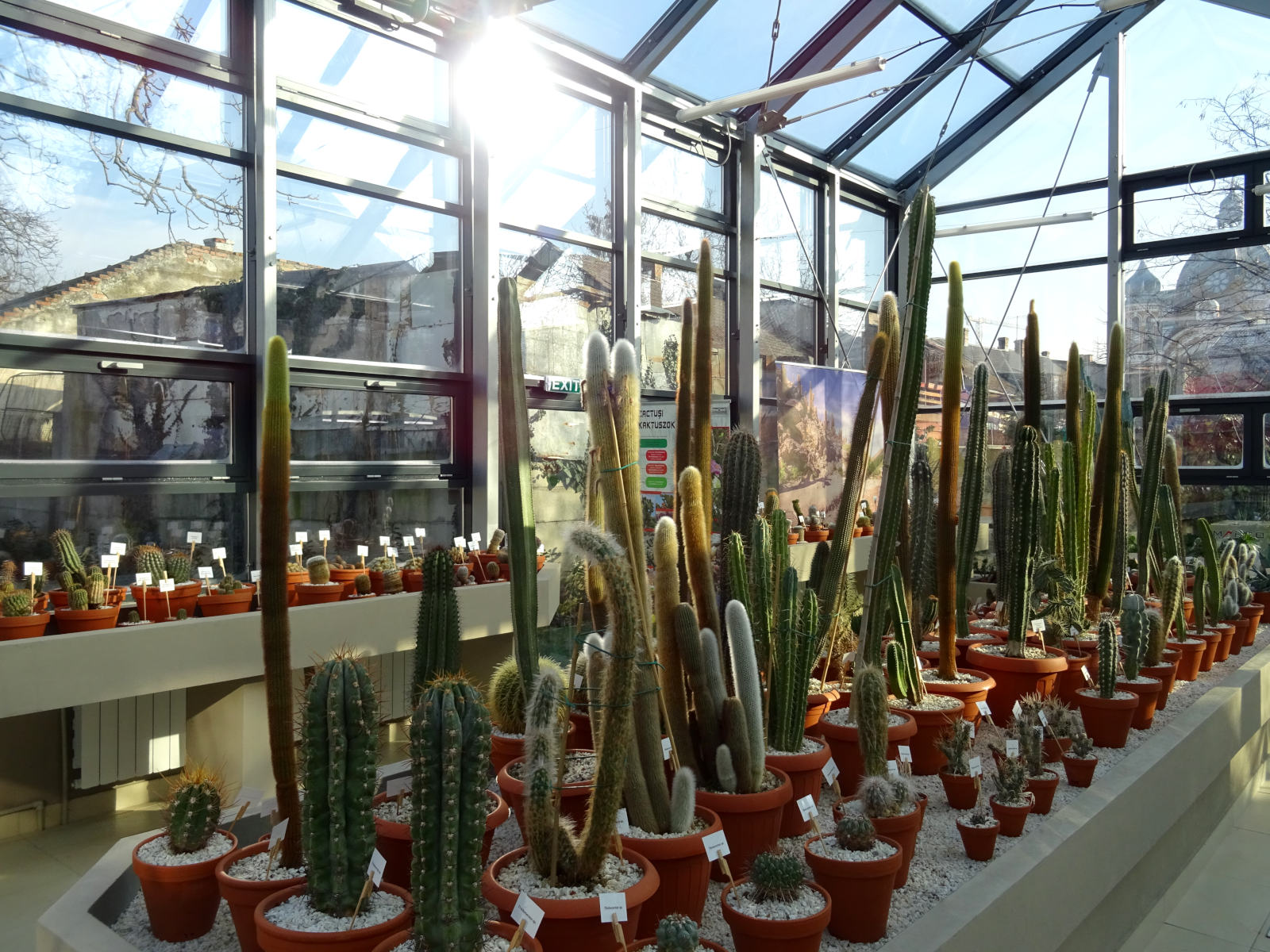
A múzeumhoz tartozó melegház